# Al-Narjis
Al-Narjis (tiếng Ả Rập: النرجس) là một trang trại của Syria nằm ở phó huyện của huyện Hama ở tỉnh Hama. Theo Cục Thống kê Trung ương Syria (CBS), al-Narjis có dân số 8 người trong cuộc điều tra dân số năm 2004.